# Синдром мужа-пенсионера
Синдром мужа-пенсионера (СМП) (яп. 主人在宅ストレス症候群 Сюдзин дзаитаку суторэсу  сё:ко:гун, букв. «синдром стресса, вызванного пребыванием мужа дома») — это связанное со стрессом, психосоматическое заболевание, признанное в японской культуре, которое, по оценкам, встречается у 60 % пожилых женщин в Японии. При этом заболевании у женщин домохозяек начинают проявляться признаки физического и психического заболевания и депрессии, когда её муж, до выхода на пенсию, работающий полный рабочий день, уходит на пенсию и весь день остается дома.

## Предполагаемые причины СМП
В традиционных японских семьях, как во многих современных индустриальных обществах, где мужчина работает полный рабочий день, муж оставляет всю работу по дому и уходу за детьми жене и совершенно не участвует в ней, в то время как жена редко работает вне дома, и пары десятилетиями живут в совершенно разных мирах. В результате к тому времени, когда дети становятся самостоятельными, а муж уходит на пенсию, из-за своей интенсивной карьеры он теряет социальные навыки, необходимые для реинтеграции в семью после выхода на пенсию и у пары нет абсолютно никакого контакта и нет ничего больше общего друг с другом, и пожилая пара проводит весь день вместе в маленьком доме, что вызывает стресс у них обоих, а жена начинает жаловаться на физические и психические симптомы такие как боли в спине, астма, депрессия и в редких случаях, даже проблемы с сердцем.
Этот синдром был выявлен и описан Нобуо Курокавой и впервые появился в его докладе перед Японским обществом психосоматической медицины в 1991 году. Курокава предположил, что СМП является результатом того, что многие граждане Японии, достигшие пенсионного возраста, относятся к поколению беби-бумеров. От представителей этого поколения ожидалось соответствие определённым социальным требованиям: мужчина должен был быть кормильцем и работать, чтобы содержать семью, в то время как женщина должна была быть не только домохозяйкой, но и демонстрировать определённый уровень обожания своему мужу сарариману в награду за то, что он приносил ей деньги, которые она использовала для ухода за детьми и общения с друзьями. Поскольку карьера у мужа как сараримана могла потребовать много времени вдали от дома, как по работе, так и для общения с другими сарариманами и их начальниками, ожидалось, что муж может уйти из дома рано утром и вернуться домой поздно вечером. Это может означать, что муж и жена могут не слишком много и часто общаться и интенсивно взаимодействовать, и когда муж уходит на пенсию, супруги могут чувствовать, что они живут вместе с кем-то, кто для них совершенно незнаком.
Это может быть особенно стрессовым опытом для женщины, которая, как диктовало общество в ее юности, должна была удовлетворять все потребности своего мужа и на пенсии может обнаружить, что это действительно очень большая нагрузка. Стресс, вызванный этим изменением образа жизни, может привести не только к симптомам, перечисленным выше, но и к определённому уровню обиды по отношению к своему мужу. Известно, что некоторые пары расстаются из-за СМП, однако разводы редки, так как это не считается приемлемым вариантом для этого поколения японцев. Кроме того, в настоящее время бывшая жена не имеет права на часть пенсии своего мужа в случае развода и, следовательно, может быть не в состоянии выжить в финансовом отношении. Несмотря на это, уровень разводов среди пожилых пар в Японии резко возрос за последние десятилетия, так как все больше представителей поколения беби-бумеров выходят на пенсию, увеличившись на 26,5 % за 10 лет, по данным министерства здравоохранения Японии. Число разводов среди пар, состоявших в браке 20 и более лет, достигло 42 000 в 2004 году, что вдвое больше, чем в 1985 году. Число разводов среди тех, кто прожил в браке более 30 лет, за тот же период выросло в четыре раза. В 2006 году прогнозировалось, что эти цифры вырастут ещё больше, поскольку в течение следующих пяти лет ожидалось, что на пенсию выйдут больше японцев, чем когда-либо в истории Японии. Статистика 2022 года показала, что 23,5 % разводов в Японии произошли после как минимум двух десятилетий брака, что является самым высоким показателем с начала учета в 1947 году.
Некоторые женщины борются с синдромом СМП, концентрируя свою энергию на таких увлечениях, как коллекционирование плюшевых мишек или слежка за знаменитостями, что, по их словам, помогает им психологически. Они также могут просить своих мужей продолжать работать после выхода на пенсию. Многие жёны не рассказывают мужьям о том, что происходит, и это может усугубить стресс, поскольку мужья могут не понимать или даже не осознавать, что у их жён синдром СМП.

## Распространённые симптомы
При СПМ у женщин могут возникать нарушения менструального цикла, хроническая депрессия, язвы, астма, повышенное кровяное давление, аритмия, кожная сыпь, головные боли, мигрени, хронические боли и т.д. СМП оказывает значительное давление на браки в Японии. Исследования, проведенные в Японии, показали, что уровень разводов среди пенсионеров значительно возрос в последние годы. Считается, что СМП является одной из причин этого явления. Основываясь на данных долгосрочных исследований в Японии, пара итальянских исследователей пришла к выводу, что после выхода на пенсию работающих мужей у их жён вероятность развития таких симптомов, как повышенный уровень стресса, более частая депрессия и частая бессонница, увеличивается с 5 % до 14 %.

## Изучение
Марко Бертони и Джорджио Брунелло из Университета Падуи опубликовали дискуссионную статью в июле 2014 года, основанную на эмпирических исследованиях в Японии.